# Grand Prix Hassan II
Grand Prix Hassan II je profesionální tenisový turnaj mužů hraný v Marrákeši, královském městem Maroka. Založen byl roku 1984 jako challenger. Se vznikem ATP Tour v roce 1990 se stal její součástí a od sezóny 2009 patří do kategorie ATP Tour 250. V letech 1986–2015 probíhal v casablanském komplexu Al Amal, z něhož se přestěhoval na antukové dvorce Královského tenisového klubu ve vnitrozemské Marrákeši. 
Grand Prix Hassan II a ženský Morocco Open v Rabatu jsou jediné dva africké turnaje hrané v nejvyšší úrovni tenisu, na okruzích ATP Tour a WTA Tour. Koná se v dubnovém termínu. Název získal po marockém králi Hasanovi II., monarchovi vládnoucímu v období 1961 až 1999. Soutěže dvouhry se účastní dvacet osm hráčů a do čtyřhry nastupuje šestnáct párů. V letech 2020 a 2021 se nehrál kvůli pandemii covidu-19 a v roce 2021 došlo z téhož důvodu k odložení turnaje.

## Přehled finále

### Dvouhra
| Rok  | vítěz                           | finalista                       | výsledek                        |
| ---- | ------------------------------- | ------------------------------- | ------------------------------- |
| 2025 | Luciano Darderi                 | Tallon Griekspoor               | 7–6(7–3), 7–6(7–4)              |
| 2024 | Matteo Berrettini               | Roberto Carballés Baena         | 7–5, 6–2                        |
| 2023 | Roberto Carballés Baena         | Alexandre Müller                | 4–6, 7–6(7–3), 6–2              |
| 2022 | David Goffin                    | Alex Molčan                     | 3–6, 6–3, 6–3                   |
| 2021 | zrušeno pro pandemii koronaviru | zrušeno pro pandemii koronaviru | zrušeno pro pandemii koronaviru |
| 2020 | zrušeno pro pandemii koronaviru | zrušeno pro pandemii koronaviru | zrušeno pro pandemii koronaviru |
| 2019 | Benoît Paire                    | Pablo Andújar                   | 6–2, 6–3                        |
| 2018 | Pablo Andújar                   | Kyle Edmund                     | 6–2, 6–2                        |
| 2017 | Borna Ćorić                     | Philipp Kohlschreiber           | 5–7, 7–6(7–3), 7–5              |
| 2016 | Federico Delbonis               | Borna Ćorić                     | 6–2, 6–4                        |
| 2015 | Martin Kližan                   | Daniel Gimeno Traver            | 6–2, 6–2                        |
| 2014 | Guillermo García-López          | Marcel Granollers               | 5–7, 6–4, 6–3                   |
| 2013 | Tommy Robredo                   | Kevin Anderson                  | 7–6(8–6), 4–6, 6–3              |
| 2012 | Pablo Andújar                   | Albert Ramos                    | 6–1, 7–6(7–5)                   |
| 2011 | Pablo Andújar                   | Potito Starace                  | 6–1, 6–2                        |
| 2010 | Stan Wawrinka                   | Victor Hănescu                  | 6–2, 6–3                        |
| 2009 | Juan Carlos Ferrero             | Florent Serra                   | 6–4, 7–5                        |
| 2008 | Gilles Simon                    | Julien Benneteau                | 7–5, 6–2                        |
| 2007 | Paul-Henri Mathieu              | Albert Montañés                 | 6–1, 6–1                        |
| 2006 | Daniele Bracciali               | Nicolás Massú                   | 6–1, 6–4                        |
| 2005 | Mariano Puerta                  | Juan Mónaco                     | 6–4, 6–1                        |
| 2004 | Santiago Ventura                | Dominik Hrbatý                  | 6–3, 1–6, 6–4                   |
| 2003 | Julien Boutter                  | Júnis Al Ajnáví                 | 6–2, 2–6, 6–1                   |
| 2002 | Júnis Al Ajnáví                 | Guillermo Cañas                 | 3–6, 6–3, 6–2                   |
| 2001 | Guillermo Cañas                 | Tommy Robredo                   | 7–5, 6–2                        |
| 2000 | Fernando Vicente                | Sébastien Grosjean              | 6–4, 4–6, 7–6(7–3)              |
| 1999 | Alberto Martín                  | Fernando Vicente                | 6–3, 6–4                        |
| 1998 | Andrea Gaudenzi                 | Alex Calatrava                  | 6–4, 5–7, 6–4                   |
| 1997 | Hišám Arází                     | Franco Squillari                | 3–6, 6–1, 6–2                   |
| 1996 | Tomás Carbonell                 | Gilbert Schaller                | 7–5, 1–6, 6–2                   |
| 1995 | Gilbert Schaller                | Albert Costa                    | 6–4, 6–2                        |
| 1994 | Renzo Furlan                    | Karím Alamí                     | 6–2, 6–2                        |
| 1993 | Guillermo Pérez-Roldán          | Júnis Al Ajnáví                 | 6–4, 6–3                        |
| 1992 | Guillermo Pérez-Roldán          | Germán López                    | 2–6, 7–5, 6–3                   |
| 1991 | turnaj se nekonal               | turnaj se nekonal               | turnaj se nekonal               |
| 1990 | Thomas Muster                   | Guillermo Pérez-Roldán          | 6–1, 6–7, 6–2                   |
| 1989 | Tarik Benhabiles                | Mark Koevermans                 | 7–6, 6–3                        |
| 1988 | Josef Čihák                     | David de Miguel                 | 6–4, 6–2                        |
| 1987 | Lawson Duncan                   | Massimiliano Narducci           | 7–5, 6–1                        |
| 1986 | Hans Schwaier                   | Jorgen Windahl                  | 6–3, 6–3                        |
| 1985 | Ronald Agénor                   | Ricki Osterthun                 | 2–6, 6–3, 6–4                   |
| 1984 | Chuck Willenborg                | Blaine Willenborg               | 6–7, 6–2, 6-1                   |

### Čtyřhra
| Rok  | vítězové                           | finalisté                            | výsledek                        |
| ---- | ---------------------------------- | ------------------------------------ | ------------------------------- |
| 2025 | Petr Nouza Patrik Rikl             | Hugo Nys Édouard Roger-Vasselin      | 6–3, 6–4                        |
| 2024 | Harri Heliövaara Henry Patten      | Alexander Erler Lucas Miedler        | 3–6, 6–4, [10–4]                |
| 2023 | Marcelo Demoliner Andrea Vavassori | Alexander Erler Lucas Miedler        | 6–4, 3–6, [12–10]               |
| 2022 | Rafael Matos David Vega Hernández  | Andrea Vavassori Jan Zieliński       | 6–1, 7–5                        |
| 2021 | zrušeno pro pandemii koronaviru    | zrušeno pro pandemii koronaviru      | zrušeno pro pandemii koronaviru |
| 2020 | zrušeno pro pandemii koronaviru    | zrušeno pro pandemii koronaviru      | zrušeno pro pandemii koronaviru |
| 2019 | Jürgen Melzer Franko Škugor        | Matwé Middelkoop Frederik Nielsen    | 6–4, 7–6(8–6)                   |
| 2018 | Nikola Mektić Alexander Peya       | Benoît Paire Édouard Roger-Vasselin  | 7–5, 3–6, [10–7]                |
| 2017 | Dominic Inglot Mate Pavić          | Marcel Granollers Marc López         | 6–4, 2–6, [11–9]                |
| 2016 | Guillermo Durán Máximo González    | Marin Draganja Ajsám Kúreší          | 6–2, 3–6, [10–6]                |
| 2015 | Rameez Junaid Adil Shamasdin       | Rohan Bopanna Florin Mergea          | 3–6, 6–2, [10–7]                |
| 2014 | Jean-Julien Rojer Horia Tecău      | Tomasz Bednarek Lukáš Dlouhý         | 6–2, 6–2                        |
| 2013 | Julian Knowle Filip Polášek        | Dustin Brown Christopher Kas         | 6–3, 6–2                        |
| 2012 | Dustin Brown Paul Hanley           | Daniele Bracciali Fabio Fognini      | 7–5, 6–3                        |
| 2011 | Robert Lindstedt Horia Tecău       | Colin Fleming Igor Zelenay           | 6–2, 6–1                        |
| 2010 | Robert Lindstedt Horia Tecău       | Rohan Bopanna Ajsám Kúreší           | 6–2, 3–6, 10–7                  |
| 2009 | Łukasz Kubot Oliver Marach         | Simon Aspelin Paul Hanley            | 7–6(7–4), 3–6, 10–6             |
| 2008 | Albert Montañés Santiago Ventura   | James Cerretani Todd Perry           | 6–1, 6–2                        |
| 2007 | Jordan Kerr David Škoch            | Łukasz Kubot Oliver Marach           | 7–6(7–4), 1–6, 10–4             |
| 2006 | Julian Knowle Jürgen Melzer        | Michael Kohlmann Alexander Waske     | 6–3, 6–4                        |
| 2005 | František Čermák Leoš Friedl       | Martín García Luis Horna             | 6–4, 6–3                        |
| 2004 | Enzo Artoni Fernando Vicente       | Yves Allegro Michael Kohlmann        | 3–6, 6–0, 6–4                   |
| 2003 | František Čermák Leoš Friedl       | Devin Bowen Ashley Fisher            | 6–3, 7–5                        |
| 2002 | Stephen Huss Myles Wakefield       | Martín García Luis Lobo              | 6–4, 6–2                        |
| 2001 | Michael Hill Jeff Tarango          | Pablo Albano David Macpherson        | 7–6(7–2), 6–3                   |
| 2000 | Arnaud Clément Sébastien Grosjean  | Lars Burgsmüller Andrew Painter      | 7–6(7–4), 6–4                   |
| 1999 | Fernando Meligeni Jaime Oncins     | Massimo Ardinghi Vincenzo Santopadre | 6–2, 6–3                        |
| 1998 | Andrea Gaudenzi Diego Nargiso      | Cristian Brandi Filippo Messori      | 6–4, 7–6                        |
| 1997 | João Cunha-Silva Nuno Marques      | Karím Alamí Hišám Arází              | 7–6, 6–2                        |
| 1996 | Jiří Novák David Rikl              | Tomás Carbonell Francisco Roig       | 7–6, 6–3                        |
| 1995 | Tomás Carbonell Francisco Roig     | Emanuel Couto João Cunha-Silva       | 6–4, 6–1                        |
| 1994 | David Adams Menno Oosting          | Cristian Brandi Federico Mordegan    | 6–3, 6–4                        |
| 1993 | Mike Bauer Piet Norval             | Girts Dzelde Goran Prpić             | 7–5, 7–6                        |
| 1992 | Horacio de la Peña Jorge Lozano    | Girts Dzelde T.J. Middleton          | 2–6, 6–4, 7–6                   |
| 1991 | turnaj se nekonal                  | turnaj se nekonal                    | turnaj se nekonal               |
| 1990 | Todd Woodbridge Simon Youl         | Paul Haarhuis Mark Koevermans        | 6–3, 6–1                        |
| 1989 | Jaroslav Bulant Richard Vogel      | Libor Pimek Florin Segărceanu        | 6–1, 6–3                        |
| 1988 | Josef Čihák Cyril Suk              | Arnaud Boetsch Denis Langaskens      | 6–2, 6–0                        |
| 1987 | José López-Maeso Alberto Tous      | Massimo Cierro Alessandro de Minicis | 7–6, 6–2                        |
| 1986 | Agustín Moreno Larry Scott         | Tore Meinecke Ricki Osterthun        | 7–5, 6–2                        |

## Rekordy
| Dvouhra                  | Dvouhra  | Dvouhra                |
| Rekord                   | Rekord   | držitelé rekordu       |
| ------------------------ | -------- | ---------------------- |
| Nejvíce titulů           | 3        | Pablo Andújar          |
| Nejvíce vyhraných zápasů | 27       | Júnis Al Ajnáví        |
| Nejmladší vítěz          | 20 let   | Borna Ćorić (2017)     |
| Nejstarší vítěz          | 32 let   | Pablo Andújar (2018)   |
| Nejvýše postavený vítěz  | 20. ATP  | Júnis Al Ajnáví (2002) |
| Nejníže postavený vítěz  | 355. ATP | Pablo Andújar (2018)   |